# Джонсон, Ян Денис
Ян Денис Джонсон (англ. Ian Johnson, китайское имя — англ. Zhang Yan кит. 張彦, род. 27 июля 1962 года) — писатель и журналист, бо́льшую часть своей карьеры проживший в Китае. В 2001 году он стал лауреатом Пулитцеровской премии за освещение преследования сторонников движения Фалуньгун.

## Биография
Ян Джонсон родился в Монреале, но вскоре переехал во Флориду, где получил степень бакалавра искусств и востоковедения в Университете штата. Ещё в студенческие годы юноша увлёкся азиатской культурой. И в 1984 году Джонсон переехал в Пекин, в 1986—1988 годах он жил и работал в Тайбэе. В течение последующих четырёх лет он учился на магистра синологии в Свободном университете Берлина. Параллельно Джонсон начал увлекаться журналистикой и освещал падение Берлинской стены и объединение Германии для балтиморского The Sun и других газет.
В 1994 году корреспондент вернулся в Китай, чтобы продолжить работу в Baltimore Sun в качестве азиатского обозревателя. Но вскоре перешёл в редакцию Wall Street Journal, для которой он освещал макроэкономику страны, вступление Китая в ВТО и социальные вопросы. За свою работу он был отмечен наградами от Азиатского общества, Общества профессиональных журналистов, Клуба зарубежных корреспондентов, журналистского сообщества Сигма, Дельта, Хи и Стэнфордского университета. Корреспондент был дважды номинирован на Пулитцеровскую премию и выиграл награду в 2001 году за репортажи о подавлении правительством Китая движения Фалуньгун.
В 2001 году репортёр снова переехал в Берлин, где возглавлял отделение Wall Street Journal следующие пять лет. Под его руководством журналисты издания освещали европейскую макроэкономику, введение евро, реструктуризацию экономики Германии, социальную повестку и исламский терроризм. Кроме того, он выступал экспертом по деятельности мусульманских организаций для американского правительства. Так, в феврале 2006 года он выступал со свидетельством перед Конгрессом. В этот же период Джонсон был выбран в качестве стипендиата Нимана для обучения в  Гарвардском университете в 2006—2007 годах.
В 2009 году Джонсон вернулся в Китай, объясняя свой интерес к истории, политике и экономике страны влиянием своего отца и профессоров в колледже. В течение последующей декады журналист оставался в стране, освещая события в регионе для New York Times, New Yorker, National Geographic и других изданий. Он также преподавал и возглавлял программу стажировок в Пекинском центре исследований, писал книжные рецензии для New York Review of Books. Кроме того, он консультировал ряд научных журналов и аналитических центров относительно Китая, например, журнал Asian Studies, берлинский аналитический центр MERICS и Центр религии и СМИ Нью-Йоркского университета. В 2019 году журналист был удостоен награды Американской академии религии.
В 2020 году Джонсон и ряд других журналистов лишились китайской визы и были высланы из страны из-за обострения американо-китайских отношений. Корреспондент переехал в Лондон, где он выступал экспертом по культуре и развитию Китая. Также он продолжил писательскую карьеру и готовился к получению докторской степени.